# Muidorge
Muidorge település Franciaországban, Oise megyében. Lakosainak száma 135 fő (2022. január 1.). Muidorge Abbeville-Saint-Lucien, Fontaine-Saint-Lucien, Juvignies, Luchy, Maisoncelle-Saint-Pierre és Maulers községekkel határos.

## Népesség
A település népességének változása:
| Lakosok száma | 132  | 137  | 141  | 141  | 141  | 147  | 143  | 139  | 135  |
|               | 2013 | 2015 | 2016 | 2017 | 2018 | 2019 | 2020 | 2021 | 2022 |